# Copa de Campeões da América
A Copa de Campeões da América seria um torneio amistoso de futebol que aconteceria no mês de janeiro na cidade de Porto Alegre, no Brasil, em 2017. Por problemas nos patrocínios, a sua primeira edição, que ocorreria em janeiro de 2017, foi cancelada no dia 11 de janeiro.
Esta Copa nasceria com o intuito de resgatar os grandes torneios de verão que ocorriam há muitos anos e que até hoje existem na Europa. Além de permitir aos clubes a realização de uma pré-temporada de alto nível.
O torneio seria disputado por 4 equipes sul-americanas que já tenham conquistado a Copa Libertadores da América, Copa Intercontinental e a Copa do Mundo de Clubes da FIFA e que são previamente convidadas.
O evento foi tentado em conjunto entre as empresas Ponto Brasil, Global Life Doc e Own e contaria com o apoio e suporte do Grêmio Foot-Ball Porto Alegrense, da Arena do Grêmio e da Federação Gaúcha de Futebol.
A edição de 2017, contaria com Grêmio, Nacional e Peñarol do Uruguai e Olimpia do Paraguai. A ideia da organização é de que a edição de 2018 reúna Grêmio, Internacional e Boca Juniors e River Plate da Argentina.
A organização do evento, emitiu uma nota em 11 de Janeiro de 2017, informando o cancelamento do mesmo, devido a problemas de patrocínio. Com isso, cancelou o torneio 10 dias antes de seu início.

## Campeões

### Títulos por clube
| Equipe   | Campeão | Vice campeão | 3º colocado | 4º colocado |
| Grêmio   | 0       | 0            | 0           | 0           |
| Nacional | 0       | 0            | 0           | 0           |
| Olimpia  | 0       | 0            | 0           | 0           |
| Peñarol  | 0       | 0            | 0           | 0           |

### Títulos por país
| País     | Campeão | Vice campeão | 3º colocado | 4º colocado |
| Brasil   | 0       | 0            | 0           | 0           |
| Paraguai | 0       | 0            | 0           | 0           |
| Uruguai  | 0       | 0            | 0           | 0           |

## Participações

### Participações por clube
Em negrito o ano em que o clube se sagrou campeão e em itálico o ano em que o clube se sagrou vice-campeão.
| Clube    | País     | Participações         |
| -------- | -------- | --------------------- |
| Grêmio   | Brasil   | Participaria em 2017. |
| Nacional | Uruguai  | Participaria em 2017. |
| Olimpia  | Paraguai | Participaria em 2017. |
| Peñarol  | Uruguai  | Participaria em 2017. |

### Participações por país
Em negrito o ano em que um clube do país se sagrou campeão e em itálico o ano em que um clube do país se sagrou vice-campeão.
| País     | Participações         |
| -------- | --------------------- |
| Brasil   | Participaria em 2017. |
| Uruguai  | Participaria em 2017. |
| Paraguai | Participaria em 2017. |

### Clubes aptos a participar
Para ser convidado a participar do torneio, o clube deve ter conquistado ao menos uma vez a Copa Libertadores da América, a Copa Intercontinental e a Copa do Mundo de Clubes da FIFA.
| Clube           | País      | Mundial | Libertadores |
| --------------- | --------- | ------- | ------------ |
| Boca Juniors    | Argentina | 3       | 6            |
| Peñarol         | Uruguai   | 3       | 5            |
| Nacional        | Uruguai   | 3       | 3            |
| São Paulo       | Brasil    | 3       | 3            |
| Independiente   | Argentina | 2       | 7            |
| Santos          | Brasil    | 2       | 3            |
| Corinthians     | Brasil    | 2       | 1            |
| Estudiantes     | Argentina | 1       | 4            |
| Olimpia         | Paraguai  | 1       | 3            |
| River Plate     | Argentina | 1       | 3            |
| Grêmio          | Brasil    | 1       | 3            |
| Internacional   | Brasil    | 1       | 2            |
| Flamengo        | Brasil    | 1       | 2            |
| Racing          | Argentina | 1       | 1            |
| Vélez Sarsfield | Argentina | 1       | 1            |

## Artilharia

### Artilheiro de cada edição
| Ano  | País                           | Artilheiro | Clube | Gols |
| ---- | ------------------------------ | ---------- | ----- | ---- |
| 2017 | União de Nações Sul-Americanas | -          | -     | 0    |

### Melhores marcadores de todas as edições
| Pos. | País                           | Jogador | Clube | Gols |
| ---- | ------------------------------ | ------- | ----- | ---- |
| 1º   | União de Nações Sul-Americanas | -       | -     | 0    |
| 2º   | União de Nações Sul-Americanas | -       | -     | 0    |
| 3º   | União de Nações Sul-Americanas | -       | -     | 0    |
| 4º   | União de Nações Sul-Americanas | -       | -     | 0    |
| 5º   | União de Nações Sul-Americanas | -       | -     | 0    |